# Rita Calderoni
Pour les articles homonymes, voir Calderoni.
Rita Calderoni, née le 22 février 1951 à Rossiglione dans la région de la Ligurie en Italie, est une actrice italienne. Principalement active dans les années 1970 en Italie, elle est aujourd’hui connu pour ses rôles dans de nombreux films de série B de l’époque.

## Biographie
Rita Calderoni naît à Rossiglione dans la province de Gênes en 1951. Elle suit d’abord des cours de danse classique à Gênes puis déménage à Udine ou elle se consacre au basket-ball, avant de s’orienter vers le cinéma.
Elle est découverte par le réalisateur Sergio Pastore qui lui offre un rôle secondaire dans le film Omicidio a sangue freddo en 1967. Jusqu’en 1970, elle obtient de petits rôles au cinéma et tourne notamment pour les réalisateurs Elio Petri, Eriprando Visconti, Mino Guerrini et Ettore Scola. 
En 1970, elle joue une première fois pour Renato Polselli dans le film La verità secondo Satana. Elle se spécialise alors dans les films d’horreurs, les gialli et les comédies érotiques, traversant les années 1970 en jouant dans une vingtaine de films de série B, avant de mettre fin à sa carrière en 1983.

## Filmographie

### Au cinéma
- 1967 : Omicidio a sangue freddo de Sergio Pastore (film resté inédit)
- 1968 : Un coin tranquille à la campagne (Un tranquillo posto di campagna) d'Elio Petri
- 1968 : La Religieuse de Monza (La monaca di Monza) d'Eriprando Visconti
- 1969 : Le Commissaire Pepe (Il Commissario Pepe) d'Ettore Scola
- 1969 : Oh dolci baci e languide carezze de Mino Guerrini
- 1970 : Questa libertà di avere le ali bagnate d'Alessandro Santini
- 1970 : Gradiva de Giorgio Albertazzi
- 1971 : La verità secondo Satana de Renato Polselli
- 1971 : Un gioco per Eveline de Marcello Avallone
- 1972 : Manœuvres criminelles d'un procureur de la République (Il vero e il falso) d'Eriprando Visconti
- 1972 : Au-delà du désir (Delirio caldo) de Renato Polselli
- 1972 : Quando le donne si chiamavano madonne d'Aldo Grimaldi
- 1973 : Riti, magie nere e segrete orge nel trecento de Renato Polselli
- 1973 : Number one de Gianni Buffardi
- 1974 : Les Amazones (Le guerriere dal seno nudo) de Terence Young
- 1974 : L'An un (Anno uno) de Roberto Rossellini
- 1974 : La via dei babbuini de Luigi Magni
- 1974 : La sensualità è... un attimo di vita de Dante Marraccini
- 1974 : Il trafficone de Bruno Corbucci
- 1974 : Les Nuits perverses de Nuda (Nuda per Satana) de Paolo Solvay
- 1975 : Vieni, vieni amore mio de Vittorio Caprioli
- 1975 : Double Jeu (Der Richter und sein Henker) de Maximilian Schell
- 1977 : L'ultima regia d'Amasi Damiani
- 1977 : Fate la nanna, coscine di pollo d'Amasi Damiani
- 1977 : D'improvviso al terzo piano d'Amasi Damiani
- 1978 : Dolce pelle di donna d'Alessandro Santini
- 1979 : Torino centrale del vizio de Bruno Vani et Renato Polselli
- 1980 : Mia moglie è una strega de Castellano et Pipolo
- 1983 : L'Histoire de Piera (Storia di Piera) de Marco Ferreri